# Суровцевка
Суровцевка (укр. Суровцівка) — село в Кременском районе Луганской области Украины. Входит в Новокраснянский сельский совет.
Население по переписи 2001 года составляло 8 человек. Почтовый индекс — 92923. Телефонный код — 6454. Занимает площадь 0,08 км². Код КОАТУУ — 4421685403.
С 12 марта 2022 года село оккупировано российскими войсками.

## Местный совет
92923, Луганська обл., Кремінський р-н, с. Новокраснянка, вул. Леніна, 85а  (укр.)